# Hsinbyushin
Hsinbyushin (birmanês:  ဆင်ဖြူရှင်; em tailandês:  พระเจ้ามังระ; Moksobo, 12 de setembro de 1736 – Ava, 10 de junho de 1776) foi rei da dinastia Konbaung da Birmânia (Myanmar) de 1763 a 1776. O segundo filho do fundador da dinastia, Alaungpaya. É mais conhecido por suas guerras contra a China e o Sião, e é considerado o rei mais militarista da dinastia. Sua defesa bem-sucedida contra as quatro invasões chinesas preservou a independência da Birmânia. Sua invasão do Sião (1765-1767) encerrou com a dinastia Aiutaia do Sião. As vitórias simultâneas sobre a China e o Sião foram consideradas com "um elã verdadeiramente espantoso inigualável desde Braginoco". Ele também elevou o pagode Shwedagon para sua altura atual em abril de 1775.
O vice-comandante-em-chefe de seu pai durante as campanhas de reunificação (1752-1759), Hsinbyushin como rei seguiu uma política expansionista contra seus vizinhos. Em 1767, seus exércitos reprimiram uma rebelião em Manipur, capturaram os estados do Laos, temporariamente derrotaram o Sião, e repeliram duas invasões por parte da China. Mas sua decisão temerária de travar duas guerras simultâneas contra a China e o Sião, quase lhe custou o reino e sua independência. A terceira invasão chinesa de 1767-1768 penetrou profundamente na Birmânia central, forçando Hsinbyushin a retirar às pressas seus exércitos do Sião. Quando os reforçados exércitos birmaneses derrotaram os chineses, e assinaram uma trégua em 1769, os chineses ameaçaram outra invasão por mais uma década, e impediram Hsinbyushin a retomar a guerra contra o Sião.
O espectro da guerra manteve o estado fortemente militarizado, possibilitando com que os comandantes do exército se sentissem livres para maltratar a população civil. Em 1773, o comando do exército provocou uma rebelião das tropas de etnia mon, apenas para que pudessem reprimir o motim com "severidade excessiva". O comportamento senhoril dos governadores locais e comandantes do exército aumentou ainda mais em 1774, quando Hsinbyushin adquiriu uma doença que alguns anos depois o iria tirar a vida. Em 1775, os estados vassalos periféricos de Lanna e Manipur se revoltaram. Hsinbyushin morreu em junho de 1776, enquanto as forças birmanesas ainda estavam engajadas no Sião e Manipur. Os exércitos birmaneses se retiraram do  Sião logo após sua morte, deixando Lanna nas mãos dos siameses.
Enquanto a maioria de suas vitórias militares foi de curta duração, o atual controle birmanês da região de Tenassarim, norte e leste dos estados de Xã e do estado de Cachim é um legado duradouro de seu reinado.

## Juventude
O futuro rei nasceu Maung Ywa (မောင်ရွ), filho de Aung Zeya e Yun San em Moksobo, uma grande aldeia no vale do rio Mu, localizada a cerca de cem quilômetros a noroeste de Ava, em 12 de setembro de 1736. Seu pai Aung Zeya era o chefe da aldeia de poucas centenas de casas, e fazia parte da família da baixa nobreza que vinha administrando o vale do Mu por gerações. Seu pai veio de uma família grande, e era relacionado pelo sangue e pelo casamento com muitas outras famílias nobres em todo o vale. Aung Zeya reivindicou a descida de um comandante de cavalaria do século XV e, finalmente, da linhagem real dos Pagã.
Ywa cresceu durante o período em que a autoridade do rei Mahadhammaraza Dipadi da dinastia Taungû tinha em grande parte dissipado em todo o reino. Os manipuris tinham invadindo partes cada vez mais profundas da Alta Birmânia entre os rios Chindwin e Irauádi desde meados da década de 1720. A região nativa de Ywa ficava diretamente no caminho dos ataques, e sofria muito com eles. Com a corte birmanesa incapaz de lidar com o pequeno reino de Manipur, os birmaneses assistiam, impotentes, os invasores queimarem aldeias, saquearem pagodes, e serem levados cativos. Em 1740, os mons da Baixa Birmânia separaram-se do reino e fundaram o Reino Restaurado de Hanthawaddy. A autoridade central do rei tinha efetivamente desaparecido, e um profundo sentimento de impotência invadiu e se aprofundou. Os exércitos de Hanthawaddy finalmente derrubaram a dinastia Taungû em abril 1752, quando capturaram Ava.

## Comandante militar (1752–1760)
Em 21 de março de 1752, duas semanas antes da queda de Ava, Aung Zeya fundou a dinastia Konbaung para resistir ao novo governo de Hanthawaddy, se auto proclamando rei Alaungpaya. A resistência Konbaung foi apenas uma das muitas forças de resistência que se espalhou por toda a Alta Birmânia (não somente as constituídas pela etnia dos birmanes, como também pela etnia Xã). Muitos jovens das 46 aldeias no vale do Mu, que desejavam corrigir as humilhações das décadas anteriores, responderam ao chamado de Alaungpaya. O jovem Ywa, de 15 anos de idade, com entusiasmo atendeu ao chamado de seu pai. (Viria a provar ser o mais militarista de todos os reis Konbaung).
Ywa, agora denominado como Thado Minsaw, rapidamente se mostrou ser um comandante militar—certamente, o mais capaz dos filhos de Alaungpaya, e tornou-se um comandante por seus próprios méritos. Em dezembro de 1753, as forças Konbaung tinham rechaçado as forças de invasão Hanthawaddy de volta para Ava, a capital tomada. O príncipe de 17 anos de idade, recebeu o comando geral para recapturar Ava. O príncipe atacou a cidade, obrigando as tropas de Hanthawaddy a fugirem em debandada. Satisfeito, Alaungpaya fez de seu segundo filho o governador de Ava, (que tinha sido totalmente saqueada pelas forças Hanthawaddy em retirada).
Apenas três meses depois, as tropas de invasão de Hanthawaddy estavam de volta, desta vez com a força total. As tropas de Konbaung lideradas por Hsinbyushin e seu irmão mais velho Naungdawgyi foram duramente derrotadas no atual distrito de Myingyan. Hsinbyushin retornou para Ava, e teve que defender a cidade contra o cerco dos invasores. As defesas de Hsinbyushin resistiram. Outros exércitos de Hanthawaddy também avançaram até o vale do rio Mu, a terra natal de Konbaung, mas foram rechaçadas. Em abril de 1754, Hsinbyushin também rompeu o cerco de Ava, e perseguiu os exércitos de Hanthawaddy em retirada até Minbu. Alaungpaya concedeu a Hsinbyushin da cidade de Myedu em feudo, em reconhecimento pela defesa bem sucedida de Ava. Ele seria conhecido como o Príncipe de Myedu a partir de então.
Na verdade, todo o restante da década de 1750, Hsinbyushin foi o principal comandante das campanhas de Alaungpaya, que em 1759 reunificou toda a  Birmânia (e Manipur), e expulsou os franceses e os britânicos, que tinham fornecido armas para Hanthawaddy. Hsinbyshin era o segundo em comando das forças birmaneses por ocasião da invasão do Sião por Alaungpaya (1759-1760), que derrotou as defesas siamesas e chegou às portas de Aiutaia em abril de 1760. Porém, as forças birmanesas tiveram que recuar às pressas assim que Alaungpaya ficou gravemente ferido quando um canhão que ele estava ajudando a ser carregado explodiu. Hsinbyushin recuou acompanhando a liteira de seu pai, e estava ao lado do leito de seu pai, quando o rei morreu perto de uma pequena vila em Mottama (Martabão).

## Herdeiro aparente (1760–1763)
Alaungpaya foi sucedido por seu filho mais velho Naungdawgyi. Alaungpaya havia determinado que todos os seus seis filhos com sua primeira esposa se tornariam rei por ordem de antiguidade.
No leito de morte de Alaungpaya, Hsinbyushin prometeu a seu pai atender a seu desejo. Mas logo após a morte dele, Hsinbyushin fez uma flagrante tentativa de assumir o trono, pedindo para que o alto comando militar o apoiasse. Mas ele não recebeu o apoio necessário. Naungdawgyi perdoou seu irmão por intercessão da rainha-mãe, porque precisava dele para lidar com uma insurreição iniciada pelo general Minkhaung Nawrahta, um comandante com muitas condecorações e que tinha um logo e difícil relacionamento com Naungdawgyi, de alguém que comandasse a ação de retirada do Sião, bem como encerrar com uma rebelião liderada por seu tio, Thado Theinkhathu, o vice-rei de Taungû.
Hsinbyushin, agora oficialmente o herdeiro aparente por desejo de Alaungpaya, viu seu irmão, o rei tentar sufocar as rebeliões, e não ofereceu nenhuma ajuda. Naungdawgyi foi capaz de acabar com as rebeliões em janeiro de 1762, e até mesmo recapturou Lanna em 1763. Até então a autoridade Naungdawgyi era inigualável, e Hsinbyushin estava preparado para ficar como o herdeiro aparente por um longo tempo. Então, em novembro de 1763, Naungdawgyi, com apenas 29 anos de idade, morreu repentinamente. O ambicioso Hsinbyushin, agora com 27 anos, subiu ao trono.

## Reinado
Em 28 de novembro de 1763, Hsinbyushin subiu ao trono. Seu título real na cerimônia de coroação em 16 de maio de 1764 foi Thiri Thuriya Dhamma Razadhipati Hsinbyushin. Mais tarde, assumiu o novo nome real de Thiri Thuriya Dhamma Mahadhammaraza Razadhipati သီရိသူရိယဓမ္မမဟာဓမ္မရာဇရာဇဓိပတိ em 3 de janeiro de 1768.

### Administração
A primeira ordem de negócios foi a reconstrução da cidade em ruínas de Ava, que desejava fazer dela a sua capital. Pela ordem real emitida em 27 de novembro de 1764, foi anunciada a transferência da capital do reino de Sagaing para Ava. Os portões da restaurada Ava receberam os nomes dos estados conquistados: os do lado leste, Chiang Mai, Martaban, Mogaung; os do sul, Kaingma, Hanthawaddy, Myede, Onbaung (Thibaw); os do oeste, Gandalarit, Sandapuri (Viengchang), Kenghung; os do norte, Tenasserim e Yodaya (Sião). Mudou-se oficialmente para Ava em abril de 1765, após seu retorno da campanha manipuri.

### Cultura
Em 1765, Hsinbyushin encomendou a tradução do Vyakarana, a obra em sânscrito sobre gramática, medicina, astrologia, folclore erótico, etc. Maungdaung Sayadaw traduziu com a ajuda de nove brâmanes que Hsinbyushin tinha convidado para a sua corte vindos de Benares (atual, Varanasi, Índia). Em 1771, um funcionário de sua corte compilou um novo livro de leis chamado Manusara Shwe Min Dhammathat, baseado em livros mais antigos de leis, em birmanês e em páli. Em 1774, mandou elevar para a sua altura atual o pagode de Shwedagon, dourando-o com seu próprio peso em ouro e erigindo uma torre de ouro cravejada de pedras preciosas para substituir a derrubada durante o terremoto de 1769.
Embora mais conhecido por suas guerras, Hsinbyushin era profundamente interessado em poesia. Uma de suas rainhas menores, Ma Htwe, era um poetisa notável. Letwe Thondara, um secretário para o conselho de Pyidaungsu Hluttaw, a quem Hsinbyushin tinha exilado em Meza Hill (no atual distrito de Katha), ganhou o seu perdão dois meses depois de escrever o poema bem conhecido Meza Taung-Che, lamentando a sua dor e solidão.

### Campanhas militares

#### Manipur (1764–1765)
Hsinbyushin estava determinado a retomar a guerra contra o Sião, e começou a fazer preparativos tão logo se tornou rei. Um ano depois, em novembro de 1764, Hsinbyushin tinha dois exércitos posicionados (um em Kengtung nos Estados Xã, e outro em Martaban, no sul), aguardando a invasão. Enquanto Hsinbyushin estava ocupado se preparando para a invasão, Manipur, que era um estado tributário desde 1758, se rebelou. Hsinbyushin não movimentou seus exércitos. Em dezembro de 1764, o próprio rei liderou a expedição para Manipur. O exército birmanês facilmente derrotou o exército manipuri, conquistando Imphal. O rajá de Manipur fugiu. Hsinbyushin trouxe consigo centenas de manipuris como cativos. O rei e seus exércitos retornaram para a capital recém-reconstruída de Ava em abril de 1765.

#### Os Estados do Laos (1765)
Como um primeiro passo para uma guerra contra os siameses, Hsinbyushin decidiu garantir os flancos norte e leste do Sião. Em janeiro de 1765, um exército birmanês de 20 mil homens liderado por Ne Myo Thihapate com sede em Chiang Mai invadiu os Estados do Laos. O Reino de Vientiane concordou em se tornar vassalo birmanês sem lutar. Luang Prabang resistiu, mas as forças de Thihapate facilmente capturaram a cidade em março de 1765, dando aos birmaneses o controle total de toda a fronteira norte do Sião.

#### Sião (1765–1767)

As ruínas de Aiutaia

Depois de completar a conquista dos Estados do Laos, Thihapate com seu exército retornou a Lanna. No sul, o exército de Maha Nawrahta estava posicionado em Tavoy (Dawei), a cidade fronteiriça entre a Birmânia e o Sião. O exército de Thihapate, mais ao norte, começou a invasão através do vale do rio Chao Phraya em julho de 1765, durante a estação chuvosa, e, lentamente, abriu caminho em direção ao sul. Em meados de outubro de 1765, no final da estação chuvosa, o exército de Maha Nawrahta ingressou no Sião via Tenasserim para um ataque em duas frentes. As forças da Birmânia chegaram à periferia de Aiutaia em 20 de janeiro de 1766. Os birmaneses, em seguida, deram início a um cerco que duraria catorze cansativos meses. As forças birmanesas finalmente romperam as defesas da cidade em 7 de abril de 1767, e saquearam toda a cidade. A realeza siamesa e artesãos foram levados cativos.
A vitória provou ser de curta duração. No final de 1767, Hsinbyushin foi forçado a retirar a maior parte dos exércitos birmaneses do Sião para enfrentar a ameaça chinesa no norte. A resistência siamesa retomou a maioria de seus territórios perdidos (exceto Tenasserim) em 1770.

#### Invasões chinesas (1765–1769)

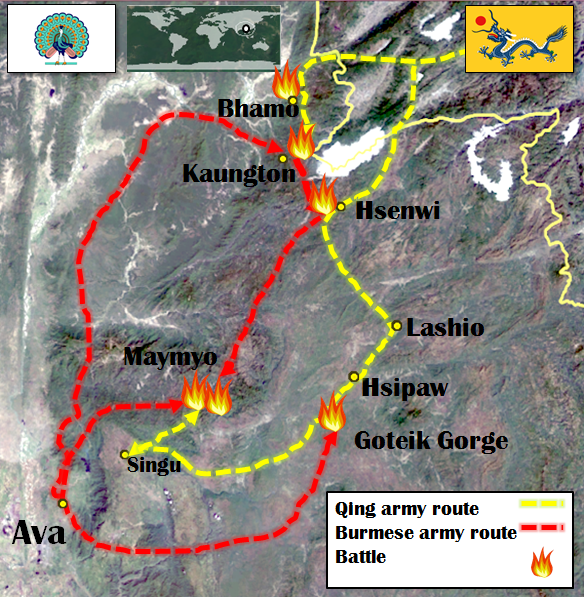
Principais rotas de batalha da terceira invasão (1767–1768)

O conflito com os chineses teve seu início na campanha de 1758-1759 pelos birmaneses ao reafirmar a autoridade birmanesa na fronteira birmano-chinesa cujos chefes tinham historicamente pagado tributos a ambos os lados, mas o pagamento de impostos tinha se tornado uma exclusivamente chinesa desde meados da década de 1730. Os chineses decidiram num primeiro momento utilizar as milícias locais de Tai-Xã para reafirmar seu controle, mas em 1765, o imperador Qianlong decidiu enviar as tropas regulares chinesas. Os chineses começaram sua invasão, em dezembro de 1765, quando os exércitos birmaneses estavam marchando em direção a Aiutaia. Hsinbyushin recusou-se a retirar os principais exércitos birmaneses do Sião. No início, a estratégia parecia funcionar bem. Os exércitos restantes birmanês derrotaram as duas primeiras invasões chinesas na fronteira.
Mas os birmaneses foram pegos de surpresa, em novembro de 1767, quando uma força de 50 mil homens liderada pela elite Manchu Bannermen invadiu novamente. O principal exército chinês derrotou o principal exército birmanês em dezembro de 1767 na batalha de Goteik Gorge, levando a que Hsinbyushin finalmente retirasse os seus exércitos do Sião. O principal exército chinês rompeu as defesas birmanesas e chegou em Singu, cerca de 50 quilômetros ao norte da capital Ava em final de janeiro de 1768. Hsinbyushin como era de seu feitio não se desesperou, e pessoalmente organizou as defesas. Reforçado pelo retorno das tropas do Sião, as forças birmanesas derrotaram o principal exército chinês em março de 1768 na batalha de Maymyo.
Após a terceira invasão, ambos os lados enviaram mensageiros de paz, mas o imperador Qianlong finalmente deixou claro que nenhum compromisso com a Birmânia poderia ser feito. Ava agora esperava outra grande invasão. Hsinbyushin já tinha retirado a maioria das tropas do Sião para poder enfrentar os chineses. Para os birmaneses, as suas suadas conquistas nos três anos anteriores (1765-1767) no Sião tinham ido para o lixo. Da mesma forma, Manipur revoltou-se mais uma vez em meados de 1768. Mas havia pouco que pudesse fazer. A sobrevivência do seu reino estava agora em jogo.
Quando a próxima invasão chinesa chegou em outubro de 1769, os birmaneses estavam bem preparados. Conseguiram conter a força de invasão de 60 mil homens na fronteira, e no início de dezembro, tinha todas as forças chinesas cercadas dentro do corredor Kaungton- Shwenyaungbin no norte da Birmânia. O comando chinês pediu então para negociar. O comando birmanês, liderado pelo general Maha Thiha Thura, sabia que uma nova derrota chinesa serviria apenas para endurecer a determinação do governo chinês. Sem o conhecimento Hsinbyushin, eles concordaram com uma trégua, e permitiu que os chineses se retirassem sem suas armas. A trégua não foi reconhecido por ambos os lados. Qianlong não aceitou o acordo. Hsinbyushin ficou furioso que seus generais que agiram sem seu conhecimento, e rasgou o seu exemplar do tratado.

#### Manipur (1770)
Sabendo que o rei estava com raiva, os exércitos birmaneses estavam com medo de retornar à capital. Em janeiro de 1770, eles marcharam para Manipur, onde uma rebelião havia começado, aproveitando-se dos problemas da Birmânia com a China. Depois de uma batalha de três dias perto de Langthabal, os manipuris foram derrotados, e seu rajá fugiu para Assam. Os birmaneses colocaram no trono de Manipur uma pessoa de sua confiança, e retornaram. A raiva do rei acalmou; afinal, eles tinham conquistado vitórias e preservado o seu trono. Ele exilou Maha Thiha Thura e os generais por um mês.

### A calmaria do pós-guerra, a deterioração da saúde (1770–1774)
Após a sua última invasão, os chineses mantiveram uma pesada linha militar nas áreas fronteiriças de Yunnan por cerca de uma década, numa tentativa de travar outra guerra, impondo a proibição do comércio inter-fronteiras por duas décadas. Hsinbyushin também não teve escolha senão a de manter as defesas. Ele não (provavelmente, não poderia) retomou a guerra com o Sião, que já tinha se revigorado sob uma nova liderança. Foi um período difícil para Hsinbyushin onde ele pouco podia fazer, mesmo com os siameses continuando a consolidar seus ganhos.
Em 1773, Hsinbyushin tinha esperado tempo suficiente, e novamente pensou em retomar a guerra. Enviou Ne Myo Thihapate para Chiang Mai com um exército considerável, e pediu ao governador de Martaban para formar um exército. No entanto, ele teve que adiar a invasão porque o exército do sul em Martaban, composto principalmente de soldados da etnia mon, se amotinou.

#### A rebelião dos mons (1773)
A causa do motim foi o comportamento repressivo dispensado pelos comandantes do exército birmanês, que de acordo com o historiador birmanês Htin Aung estavam "embriagados com a vitória", e agiam como senhores da guerra sobre a população local. Eles demonstravam a sua arrogância, mesmo para com os seus oficiais da etnia mon do exército birmanês, provocando-os a se rebelar. O conflito começou quando Gamani Sanda, o governador de Martaban encarregado de formar o exército, teve um desentendimento com Binnya Sein, chefe do corpo de oficiais mons. O governador ordenou que as tropas de Binnya Sein fossem para o fronte, e quando eles partiram, ele pediu dinheiro as famílias dos oficiais mon. Quando o corpo mon ficou sabendo, eles imediatamente retornaram e se amotinaram. Mandaram as tropas de etnia birmanesa de volta para Yangon.
O exército posteriormente acusou a comunidade de tê-los provocado, com "severidade excessiva". Cerca de 3 mil oficiais e suas famílias fugiram para o Sião. O restante da população não podia sair, e sentiram o peso da repressão do exército.

#### Deterioração da saúde e perda de autoridade (1774)
Se Hsinbyushin já estava começando a perder o controle de seus comandantes, a situação piorou ainda mais em 1774. O rei sofria do que acabou por ser uma longa doença debilitante que acabaria por dar fim à sua vida dois anos depois. Acredita-se que a doença era escrófula. (Segundo o historiador Helen James, seu irmão Naungdawgyi e, possivelmente, seu pai Alaungpaya morreram da mesma doença.) O palácio estava cheio de boatos e intrigas sobre a sucessão. Os comandantes do exército, que já estavam agindo como senhores da guerra antes mesmo da doença do rei, tinham certeza de que o rei morreria em breve, e agora rotineiramente ignoravam suas ordens. O rei, anteriormente autoconfiante também se tornou paranoico. Confiava apenas em Pierre de Milard, o comandante francês a seu serviço que, por vezes, pedia a Milard para dormir no mesmo quarto que ele a fim de protegê-lo contra possíveis ataques ligados a uma disputa sucessória.
Tão paranoico ficou que, em dezembro de 1774, ordenou a execução do último rei Hanthawaddy, Binnya Dala, que estava em cativeiro desde maio de 1757, porque os rebeldes mon tentaram libertar o ex-rei para colocá-lo na trono. Isso apesar do fato do pai de Hsinbyushin, Alaungpaya, ter perdoado a vida do ex-rei.
Em abril de 1775, ele levantou o pagode de Shwedagon para a sua altura atual, dourando-o com seu próprio peso em ouro e erigindo uma torre de ouro cravejada de pedras preciosas para substituir a derrubada durante o terremoto de 1769.

#### A rebelião em Lanna (1774–1775)
O mesmo comportamento arrogante e repressivo dos governo birmanês local provocou uma rebelião e Lanna. O novo governador birmanês em Chiang Mai, Thado Mindin, foi desrespeitoso com os chefes locais (saophas) e o povo, e tornou-se extremamente impopular. As leis rígidas do governador revoltaram  até mesmo o general Ne Myo Thihapate que estava sediado lá em 1773. O general estava enojado com o comportamento do governador, e na verdade forneceu abrigo a um dos chefes, Kawila, que estava sendo caçado pelo governador. Depois que o exército de Thihapate foi chamado para retornar à capital, Kawila e outros chefes fugiram para o território siamês e deram início a uma rebelião. As forças kawila e siamesas atacaram Chiang Mai, e tomaram a cidade em 15 de janeiro de 1775, encerrando com os duzentos anos de domínio birmanês em Chiang Mai.

### Retomada da guerra (1775–1776)

#### Sião (1775–1776)
Hsinbyushin, que tinha esperado para retomar a guerra siamesa desde 1770 por causa da constante ameaça chinesa no norte, foi agora obrigado a responder. O rei no leito de morte ordenou uma nova invasão ao Sião, nomeando Maha Thiha Thura como chefe da campanha siamesa. Ele ainda confiava na fama do velho general da guerra chinesa, porque seu filho mais velho e herdeiro aparente Singu era casado com a filha do general. Mas o general enfrentou uma dificuldade considerável em formar um exército, especialmente na Baixa Birmânia, que tinha acabado de sair de uma grande rebelião, e teve de lidar com a insubordinação desenfreada no alto comando birmanês. Somando-se ao fato de que Manipur também se revoltara em 1775. O ex-rei de Manipur, que foi expulso em 1770 pelos birmaneses, voltou e derrubou o governante fantoche birmanês. Hsinbyushin, em vez de se concentrar na guerra siamesa, teve que agora desviar uma parte do exército para uma expedição manipuri.
A invasão siamesa foi realizada após a estação chuvosa de 1775. Uma força conjunta de 35 mil homens foi reservada para o teatro de guerra siamês. Em novembro, o exército principal de Maha Thiha Thura invadiu o Sião pela rota sul de Martaban, e o exército de Ne Myo Thihapate a partir de Chiang Saen no norte de Lanna, (que ainda estava sob o controle da Birmânia). Desde o início, a invasão foi repleta de problemas. Primeiro, a força de invasão de 35 mil homens era pequena demais para ser eficaz se comparada com a força de invasão de 1765, que era constituída de no mínimo 50 mil soldados. Mais importante, o comando birmanês estava em desordem. Com o rei em seu leito de morte, a insubordinação tornou-se cada vez frequente. Na verdade, o segundo-em-comando do exército do sul, Zeya Kyaw, discordou de Maha Thiha Thura com relação à rota de invasão, e se retirou com suas tropas, deixando Maha Thiha Thura com apenas uma parte das tropas. (Este tipo de insubordinação teria sido inimaginável apenas alguns anos antes, quando o rei estava em pleno controle das operações de guerra. Surpreendentemente, Kyaw Zeya nunca foi punido após a guerra.)
O restante dos exércitos birmaneses lutou em seu caminho até o Sião, enfrentando resistência feroz siamesa ao longo do trajeto. O exército de Thihapate conseguiu capturar Chiang Mai e o exército de Maha Thiha Thura lutou em seu caminho até as províncias de Phitsanulok e Sukhothai na região central do Sião. Porém, a força de invasão era muito pequena para superar as defesas siamesas e alcançar Bangkok. No início da estação chuvosa, em junho de 1776, os exércitos birmaneses ficaram atolados na região central do Sião em razão da forte resistência siamesa liderada pelo novo rei siamês Taksin e seu general, Chakri. A vitória parecia remota.
Então, Hsinbyushin morreu em 10 junho de 1776, aos 39 anos de idade. Maha Thiha Thura decidiu encerrar a invasão, e retornar para Ava para garantir que seu genro Singu subisse ao trono sem incidentes. Ne Myo Thihapate também se retirou em direção a Chiang Mai para o local mais seguro em Chiang Saen. Os birmaneses perderam o sul de Lanna (Chiang Mai) mais tarde provou ser o fim de seu governo de 200 anos. (Eles iriam perder o resto de Lanna (Chaing Saen) em 1785-1786 depois da desastrosa invasão do Sião ordenada pelo rei Bodawpaya.)

#### Manipur, Cachar, Jaintia (1775–1776)
Em Manipur, a força de expedição birmaneses novamente conseguiu expulsar o rajá manipuri, que novamente fugiu para os vizinhos distritos de Cachar e Jaintia. Desta vez, Hsinbyushin ordenou ao exército para persegui-lo por estes reinos e capturar o rajá. Hsinbyushin morreu logo depois. Mesmo após a morte do rei, os birmaneses continuaram a operar em Cachar e Jaintia. O rajá de Cachar finalmente se submeteu ao domínio birmanês, mas os birmaneses ainda não conseguiram prender o rajá manipuri. A suserania nominal de Cachar e Jaintia custou um preço muito alto: o exército birmanês havia sofrido pesadas baixas.

## Epílogo
Hsinbyushin tinha apenas 39 anos quando morreu. Deixou 20 rainhas e 41 filhos.
O direito de Singu à sucessão estava em conflito direto com edital de Alaungpaya de que todos os seus filhos se tornariam rei por ordem de antiguidade. Apesar do fato de que quatro de seus irmãos ainda estarem vivos, Hsinbyushin ignorou a vontade do pai, e fez seu filho mais velho, Singu, o herdeiro aparente. Com o apoio de Maha Thiha Thura, Singu ascendeu ao trono sem incidentes. O novo rei mandou matar potenciais rivais ao trono, logo que chegou ao poder.
O gosto de Hsinbyushin pela guerra teve um alto custo para o reino. Sua decisão imprudente de travar guerras simultâneas contra o Sião e a China quase custou a independência do reino, permitindo que os exércitos chineses chagassem até cerca de 50 quilômetros próximo de Ava. Ele aprendeu com o erro. Enquanto os chineses mantiveram um forte contingente militar na fronteira China-Birmânia por cerca de uma década, ele aguardou para travar outra guerra, reprimido as suas ambições em outros lugares, mesmo que possibilitando aos siameses um tempo valioso para consolidar seus ganhos.
Além disso, embora seus exércitos tenham alcançado muitas vitórias no campo de batalha, as vitórias foram de curta duração. Os birmaneses tinham pouco controle administrativo sobre os territórios recém-adquiridos. Por todas as vidas que foram perdidas em ambos os lados, a captura birmanesa de Aiutaia durou apenas alguns meses, com os exércitos birmaneses forçados a se retirarem para enfrentar a invasão chinesa. Os siameses recuperaram muito de seu território em 1770. Apenas Tenasserim permaneceu nas mãos da Birmânia. Da mesma forma, suas repetidas guerras contra Manipur, Cachar e Jaintia produziram apenas temporárias "vitórias estéreis". O governo de Cachar e Jaintia foi nominal. As rebeliões manipuris continuaram depois da morte de Hsinbyushin e Manipur se tornaria independente em 1782. Além disso, o exército birmanês penetrou profundamente no Sião novamente em 1775-1776, mas não conseguiu conquistá-lo. Da mesma forma, os Estados do Laos foram perdidos para os siameses em 1778, dois anos após sua morte. (Vientiane tornou-se um total vassalo siamês, enquanto que Luang Prabang tornou-se um aliado siamês.)
Outro prejuízo, certamente de custo mais duradouro, foi a ascensão da cultura senhoril protagonizada pelos comandantes do exército, especialmente após que Hsinbyushin foi atingido pela doença. A autoridade indiscriminada dos comandantes do exército e a arrogante administração dos governadores mexeram com a tolerância das pessoas. A rebelião mon no sul foi implacavelmente reprimida; ocorreu a rebelião em Chiang Mai. Sua luta constante, no entanto, deixou o reino completamente exausto. As pessoas estavam cansadas das guerras constantes, e ficaram aliviados quando seu filho Singu não levou a cabo uma política de guerra agressiva.

## Legado
Hsinbyushin é um dos reis mais famosos da história birmanesa, conhecido por suas vitórias sobre os chineses e os siameses. A vitória sobre os chineses é geralmente considerada como a maior vitória na história militar birmanesa, e a vitória de 1767 sobre os siameses provavelmente é classificada em segundo lugar. O historiador Victor Lieberman escreve: "Estas vitórias quase simultâneas sobre o Sião (1767) e a China (1765-1769) testemunharam a um elã verdadeiramente espantoso inigualável desde os tempos de Braginoco". O historiador Harvey escreve que a "tradição de Alaungpaya não foi apenas mantida, foi eclipsada".
O legado dessas guerras perdura até os dias atuais, principalmente em termos das mudanças territoriais vis-à-vis China e Sião/Tailândia, mas também em termos de relações birmano-tailandesas. O sucesso da Birmânia na Segunda Guerra sino-birmanesa lançou as bases para a fronteira atual entre a China e a Birmânia. Uma enorme faixa territorial do atual estado de Cachim, a norte e leste do estado de Xã ainda é birmanês por causa de sua defesa bem sucedida. Em segundo lugar, Tenasserim é a única conquista duradoura para os birmaneses da Guerra birmano-siamesa (1765-1767). Os siameses repetidamente tentaram retomar a região costeira que tinham controlado em grande parte dos cinco séculos anteriores, mas não conseguiram. Por outro lado, o reinado de Hsinbyushin viu a perda de Lanna, que os birmaneses haviam controlado por mais de dois séculos. (Não está claro se ele teria sido capaz de recuperar Lanna se estivesse vivo. O irmão de Hsinbyushin, Bodawpaya, falhou repetidamente em recuperá-la.)
Outro legado importante é a inimizade duradoura sentida pelo povo tailandês para com o povo birmanês. Essa inimizade começou em grande parte no reinado de Hsinbyushin, devido a completa destruição arbitrária e sem sentido da capital siamesa de Aiutaia em 1767. Um cronista siamês escreveu: "O rei de Hanthawaddy (Braginoco) travou uma guerra como um monarca mas o rei de Ava (Hsinbyushin) como um ladrão". Uma vez que as guerras naquela época eram travadas entre os monarcas e não entre os povos, os sentimentos anti-birmaneses  persistem na visão do mundo tailandês. Essa inimizade, pelo menos, na liderança política tailandesa se manifesta na política tailandesa da "zona tampão", que tem fornecido proteção, em vários momentos incentivado e "patrocinado", os vários grupos de resistência étnica ao longo da fronteira. Na verdade, as rebeliões de longa duração étnica pelos xãs, mons, karen, contra o governo birmanês, provavelmente não seria possível sem o apoio ativo ou passivo do governo tailandês.